# Abraham Ier d'Aghbathank
Abraham Ier d'Aghbathank ou Ałbat‘anec‘i (en arménien Աբրահամ Ա Աղբաթանեցի) est catholicos de l'Église apostolique arménienne de 607 à 610/611 ou 615. Sous son catholicossat intervient la rupture entre l'Église arménienne et l'Église géorgienne.

## Biographie
Abraham est originaire d'Aghbathank dans le canton de Rechtounik (province historique arménienne de Vaspourakan).
À la mort du catholicos Movsès II d'Eghivard en 604, Abraham est le candidat du marzban Smbat IV Bagratouni, mais le synode chargé de l'élection du nouveau catholicos est divisé et ne parvient pas à s'accorder ; un locum tenens, Vertanès le Grammairien, est désigné, qui gère l'Église arménienne jusqu'au 30 avril 607, quand un nouveau synode aboutit à l'élection d'Abraham. Le nouveau catholicos, anti-chalcédonien, hérite de l'anti-catholicos chalcédonien imposé à son prédécesseur par l'empereur byzantin Maurice, Hovhannès de Bagaran ; celui-ci meurt cependant sans successeur en 611, et ses partisans se rallient à Abraham.
Abraham doit cependant ensuite faire face à la fin de la communion entre l'Église arménienne et l'Église géorgienne, dont le catholicos, Kirion Ier (qui a déjà reçu une réprimande de Vertanès), se rallie au chalcédonisme, et ce malgré une intense correspondance entre les deux prélats ; Abraham l'excommunie pour cette raison et la fin des relations confessionnelles avec les Ibères est décrétée lors d'un concile à Dvin, en 608/609. Abraham parvient en même temps à rallier l'allégeance du métropolite de Siounie, et à maintenir la communion avec le catholicossat albanien.
Abraham est par ailleurs le commanditaire de la reconstruction de la cathédrale Sourp Grigor (« Saint-Grégoire ») de Dvin, achevée sous son successeur.
Le catholicos meurt en 610/611 ou 615 et a pour successeur Komitas d'Aghdsk.